# City of London Police

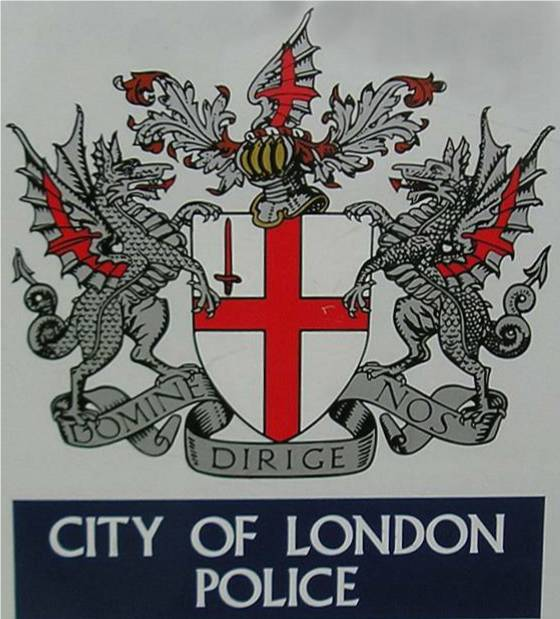

City of London Police (CLP, česky Policie londýnské City) je policejní síla odpovědná za vynucování práva uvnitř části Londýna známé jako City. Za vynucování práva uvnitř Velkého Londýna, ale mimo City, je zodpovědná Metropolitní policie, což je samostatná organizace. CLP vznikla v roce 1839.
City, historické centrum Londýna, je v současnosti zejména obchodní čtvrť s malým množstvím stálých obyvatel (zhruba 9000), přesto ji však denně navštíví asi půl milionu zákazníků a tisíce turistů.
Policejní autoritou (organizací zodpovědnou za sledování aktivit policie) je Common Council of the City. Tato organizace je volená, což do fungování City of London Police vnáší určitou část demokracie.
V současné době CLP zaměstnává 1 188 zaměstnanců, což zahrnuje 699 policistů zaměstnaných na plný úvazek, 61 speciálních konstáblů, 15 podpůrných policistů a 413 dalších zaměstnanců. Ředitelství se nachází na Wood Street.
CLP je nejmenší teritoriálně omezenou policejní silou ve Spojeném království, jak z hlediska geografického prostoru, který hlídá, tak z hlediska počtu zaměstnanců.